# Shellburst
Shellburst (« éclat d'obus ») est le nom de code utilisé par les américains pour désigner le grand-quartier général durant la campagne de Normandie de juin 1944. C'est le 1er QG de France établie par Dwight Eisenhower. 

## Bref descriptif
Il se situe sur les communes de Tournières et de Cerisy-la-Forêt à quelques kilomètres de la forêt de Cerisy.